# Allium costatovaginatum
Allium costatovaginatum là một loài thực vật có hoa trong họ Amaryllidaceae. Loài này được Kamelin & Levichev mô tả khoa học đầu tiên năm 1986.